# Courageous
"Courageous" é uma canção gravada pela banda Casting Crowns.
É o primeiro single do sexto álbum de estúdio lançado a 18 de outubro de 2011, Come to the Well.

## Desempenho nas paradas musicais
| Parada musical (2011)              | Posição |
| ---------------------------------- | ------- |
| Estados Unidos - Christian Songs   | 1       |
| Estados Unidos - Heatseekers Songs | 15      |